# Kreuzkirchner Bach
Der Kreuzkirchener Bach ist ein gut vierhundert Meter langer Bach im Landkreis Straubing-Bogen in Niederbayern, der südlich von Kreuzkirchen durch die Vereinigung von Hartberger Graben und Neulinger Graben entsteht und in die Menach mündet. Der Kreuzkirchner Bach fließt ausschließlich auf Gebiet der Gemeinde Mitterfels. In Unterlagen des Bayerischen Landesamtes für Umwelt von 2012 wird dieser Gewässerabschnitt dem Hartberger Graben zugerechnet.

## Geschichte
In den Messtischblättern bis 1955 ist der Gewässerabschnitt ab der Vereinigung der beiden Quellgräben (Hartberger Graben und Neulinger Graben) bis zur Mündung in die Menach noch eindeutig als Kreuzkirchner B. beschriftet. Mit der Ausgabe von 1967 entfiel die Beschriftung in der amtlichen Karte offensichtlich aus Platzmangel, da die neu entstandene Standortschießanlage Bogen dargestellt werden musste. Im Verzeichnis der Bach- und Flussgebiete des Bayerischen Landesamtes für Umwelt von 2012 erstreckt sich der Hartberger Graben von der Quelle über die Mündung des Neulinger Grabens hinaus bis zur Mündung in die Menach.